# Thomas Tusser
Thomas Tusser (ur. ok. 1524, zm. 1580) – angielski poeta, reprezentant nurtu wiejskiego. Urodził się w Rivenhall koło Witham w hrabstwie Essex. Był czwartym synem Williama Tussera i Isabelli, córki Thomasa Smitha z Rivenhall. Jako chłopiec występował w wielu chórach, między innymi w kaplicy zamku Wallingford in Berkshire. Uczył się w Eton, po czym studiował na University of Cambridge. Był dwukrotnie żonaty. Pierwsza żona była słabego zdrowia i zmarła, nie pozostawiając mu potomka. Owdowiawszy, poeta poślubił Amy, córkę Edmunda Moona. Miał z nią trzech synów, Thomasa, Johna i Edmonda, oraz jedyną córkę, Mary. Thomas Tusser zmarł 3 maja 1580 w więzieniu, gdzie przebywał za długi. Jest znany jako autor dzieła Five Hundred Points of Good Husbandry, będącego wierszowanym poradnikiem gospodarowania w majątku ziemskim.